# A型小惑星
A型小惑星(A-type asteroid)は、比較的珍しい、小惑星帯の内側にある小惑星のグループであり、強く幅の広い1μmのカンラン石のスペクトルと非常に赤い0.7μmより短いスペクトルを持つ。完全に分化した小惑星のマントルから来たものであると考えられている。
A型小惑星は非常に数が少なく、2018年時点でわずか17個しか発見されていない。発見されている「A型小惑星」の名称は、次の通りである( 246 Asporina, 289 Nenetta, 446 Aeternitas, 863 Benkoela, 1126 Otero, 1600 Vyssotsky, 1951 Lick, 2234 Schmadel, 2423 Ibarruri, 2501 Lohja, 2715 Mielikki, 2732 Witt, 3352 McAuliffe, 4142 Dersu-Uzala, 4713 Steel, 4982 Bartini and 5641 McCleese)。